# Cruzeta
Cruzeta es un municipio brasileño del estado de Rio Grande do Norte, localizado en la región del Seridó. De acuerdo con el censo realizado por el IBGE (Instituto Brasileño de Geografía y Estadística) en el año 2000, su población es de 8.138 habitantes. Área territorial de 288 km². La principal carretera de vinculación a la ciudad es la carretera estatal RN-288, que une la capital Natal a la ciudad polo del Seridó, Caicó.